# 森祐喜
森 祐喜（もり ゆうき、1964年10月15日 - 2011年7月25日）は、日本の政治家。
社団法人小松青年会議所理事長（第44代）、石川県議会議員（2期）、石川県議会建設委員長（初代）などを歴任した。玉川学園高等部卒業、東海大学教養学部中退。

## 来歴

### 生い立ち
1964年、衆議院議員今松治郎の秘書である森喜朗の長男として生まれた。曽祖父の森喜平は石川県能美郡根上町の初代町長を務め、のちに祖父の森茂喜も町長に就任するなど、生家である森家は石川県能美郡根上町の名家であった。また、父の喜朗も、今松治郎の秘書を経て1969年12月の第32回衆議院議員総選挙にて石川県第1区から立候補し初当選を果たすなど、祐喜にとって政治は幼い頃から身近な存在であった。

### 青年期
東京都町田市にて学校法人玉川学園が運営する玉川学園高等部に在籍し、同高等部を卒業した。その後、東海大学教養学部に入学するも中退した。
大学中退後にアメリカ合衆国に渡り、ジョージタウン大学の英語学校EFLプログラムを受講した。日本に帰国後は、喜朗の秘書として活動した。2000年からは衆議院議員公設第一秘書として父・喜朗を支えた。また、翌年には小松青年会議所の理事長にも就任した。

### 壮年期
しばらくは父である喜朗の秘書として活動していた。喜朗が首相時代に様々な発言を「失言」としてマスコミに叩かれた際には、「おやじに使ってはいけない言葉のリストを作って持たせろ」と母親の智恵子に語っていた。喜朗は「あの野郎、いつのまにか俺より偉そうになりやがって」と言いながらも、まんざらでもない風だったと、母である森智恵子は語っている。
その後、石川県議会議員を目指すことになる。2006年3月に投開票が行われた石川県議会議員補欠選挙では、森家に縁のある能美市能美郡選挙区から自由民主党公認で立候補した。当時、内閣官房長官であった安倍晋三も応援に駆けつけ、初当選を果たした。なお、能美市能美郡選挙区では1議席を目指し3人の候補者が争ったが、次点の沢田貞との票差は400票あまりだった。政党としては自由民主党に所属しており、石川県議会の会派としては「自民党石川県議会議員協議会」に所属した。2007年4月に行われた石川県議会議員選挙では、再選を果たした。この選挙では、能美市能美郡選挙区から再び立候補した沢田が1万4000票以上を集め、トップ当選を果たした。同選挙区は定数2であり、沢田に1300票以上の差をつけられたが、祐喜も当選した。石川県議会の土木企業委員会が改組され、新たに建設委員会が設置されると、その委員長に就任した。

### メディアへの抗議
石川県議会議員選挙の出馬を考えていた時期、『週刊朝日』に中傷記事が載り、祐喜サイドより抗議した結果、編集部は誤りを認め、謝罪に追い込まれたことがある。この件は父の喜朗が明かしており、「仮に記事をコピーしてばらまかれたら、短い選挙期間中にリカバーするのは難しい。だから公表しないという約束で謝罪文を書いてもらった。いざという時は、それを出すと言ってね。そういう防衛策を取らざるを得ません」と述懐している。

### 不祥事
2010年8月7日、飲酒したにもかかわらず車を運転し、小松市のコンビニエンスストア「ポプラ小松大島店」に突っ込む事故を起こして逮捕されたため、その責任をとり同日付で石川県議会の議員を辞職した。祐喜の辞職後、後任の石川県議会建設委員長には、新進石川に所属する宇野邦夫が就任した。宇野は「（森元県議の事件で）県議会に対する県民の不信感が増した。県民の期待に応えられるよう一生懸命頑張る」との決意を表明した。また、石川県議会文教公安委員会の審議では、祐喜の逮捕時の状況の説明を求める質問がなされた。2010年8月19日の審議では、飲酒運転が明らかなのに現行犯逮捕せず、任意同行した後に通常逮捕した理由を明かすよう求める質問がなされた。これに対し、石川県警察交通部交通指導課の課長が「現時点では捜査中なので詳細については答弁を差し控えたい」と答弁した。これに反発した文教公安委員会の委員らは、石川県警察に対し、記者会見で逮捕時の状況を説明するよう重ねて要請した。

### 死去
2010年10月31日、能美市の自宅で倒れ、一時心肺停止状態に陥り入院した。手当を受けて一命は取り留めたという。2011年5月頃より体調を崩して金沢市の病院に入院していたが、2011年7月25日、入院先の病院で急性膵炎による多臓器不全のため死去。46歳没。父・喜朗は「今は静かに逝かせてやりたい」と話し、家族たちだけで密葬した。

## 政治活動

### 通商・外交
父である森喜朗が内閣総理大臣など国政の場で要職を歴任したことから、祐喜は地方議会議員にもかかわらず、日本国外の政界にも人脈を持つ。そのため、それらの人脈を生かして石川県への通商分野での協力を求め、石川県の経済の発展を目指していた。
台湾との通商関係
2009年2月には中華民国総統府を訪問し、総統の馬英九との直接会談に臨んだ。この会談では、小松飛行場と台湾の各空港との乗り入れに関する話題をはじめ、石川県と台湾との通商分野についての話し合いが行われた。
その際、祐喜は「森・元首相は台湾と日本間の友好関係促進のため、40年間の政治生涯の中で、台湾に対し多くの関心を寄せてきた。私は父の秘書であった期間中にも、傍らでそれを見ており、機会があれば森・元首相の志を受け継ぎ、台日間における各発展に貢献していきたい」と発言し、日本と台湾との関係を重視する考えを表明した。それに対し、馬は謝意を示したうえで「石川県の小松空港は、すでに桃園空港とチャーター便相互運行関係を確立しており、今後松山空港にも乗り入れができるようにしていきたい。また、東京の羽田空港が滑走路増設を完成後、松山空港と相互乗り入れをし、双方の観光およびビジネスの上でより一層の発展ができるようにしていきたい」と発言し、台北松山空港への相互乗り入れに前向きな考えを表明した。

## 公的活動
小松青年会議所の理事長在任中は、組織づくりに手腕を発揮した。石川県南部に所在する青年会議所どうしの交流を深めるために、新たな組織の起ち上げに奔走し、「南加賀3LOM協議会」を発足させた。また、非営利法人の活動の支援に関心が強く、非営利法人の支援についての課題や情報を交換し合う場として、「こまつNPO支援を考える懇談会」を発足させた。

## 略歴
- 1964年 - 10月15日に石川県能美郡根上町で誕生
- 1982年 - 玉川学園高等部卒業
- 1987年 - 東海大学教養学部中途退学
- 1990年 - 森喜朗衆議院議員私設秘書
- 2000年 - 森喜朗衆議院議員公設第一秘書
- 2001年 - 小松青年会議所理事長
- 2006年 - 石川県議会議員補欠選挙当選（1期目）
- 2007年 - 石川県議会議員選挙当選（2期目）
- 2010年 - 8月に飲酒事故を起こし石川県議会議員を辞職
- 2011年 - 7月25日に石川県金沢市で死去[2]

## 親族
- 曽祖父：森喜平（政治家）
- 祖父：森茂喜（政治家）
- 父：森喜朗（政治家）
- 義弟：藤本真佐（実業家）

|          |          |          |          |          |          |  |  |            |            |            |            | 森喜平     |            |  |  |        |        |        |        |        |        |  |  |
|          |          |          |          |          |          |  |  |            |            |            |            |            |            |  |  |        |        |        |        |        |        |  |  |
|          |          |          |          |          |          |  |  |            |            |            |            | 森茂喜     |            |  |  |        |        |        |        |        |        |  |  |
|          |          |          |          |          |          |  |  |            |            |            |            |            |            |  |  |        |        |        |        |        |        |  |  |
|          |          |          |          |          |          |  |  |            |            |            |            | 森喜朗     |            |  |  |        |        |        |        |        |        |  |  |
|          |          |          |          |          |          |  |  |            |            |            |            |            |            |  |  |        |        |        |        |        |        |  |  |
|          |          |          |          |          |          |  |  |            |            |            |            |            |            |  |  |        |        |        |        |        |        |  |  |
| 藤本真佐 | 藤本真佐 | 藤本真佐 | 藤本真佐 | 藤本真佐 | 藤本真佐 |  |  | 喜朗の長女 | 喜朗の長女 | 喜朗の長女 | 喜朗の長女 | 喜朗の長女 | 喜朗の長女 |  |  | 森祐喜 | 森祐喜 | 森祐喜 | 森祐喜 | 森祐喜 | 森祐喜 |  |  |
| 藤本真佐 | 藤本真佐 | 藤本真佐 | 藤本真佐 | 藤本真佐 | 藤本真佐 |  |  | 喜朗の長女 | 喜朗の長女 | 喜朗の長女 | 喜朗の長女 | 喜朗の長女 | 喜朗の長女 |  |  | 森祐喜 | 森祐喜 | 森祐喜 | 森祐喜 | 森祐喜 | 森祐喜 |  |  |

- そのほかにも、遠縁に岡田直樹（義従弟、政治家）らがいるが、ここでは親族には該当する者のみを記載した。